# Fritha Goodey
Fritha Jane Goodey  (Kingston upon Thames, Surrey, 23 de octubre de 1972 - Notting Hill, Londres, 7 de septiembre de 2004) fue una actriz inglesa de cine, teatro y televisión.

## Biografía
Goodey nació en Kingston upon Thames, Surrey, en una familia conformada por Glenn y Sally Goodey, y su hermana mayor, Tabitha. Estudió en la Academia de Música y Arte de Londres de Música y  Arte Dramático (LAMDA), donde el director Di Trevis avistó su potencial. Es mayormente conocida por sus papeles de reparto en la comedia del 2002, About a Boy, junto a Hugh Grant y Toni Collete, y en varias obras teatrales del director Max Stafford-Clark en el teatro británico Out of Joint
Sus obras en radio incluyen Las aventuras posteriores de Sherlock Holmes y la serialización de la novela de Falco titulada The Pigs Pigs.

## Carrera

### Filmografía
- 2002: About a Boy ......... mejor exnovia
- 2002: Sherlock (2002) ............ Anna
- 2002: The Red Phone: Manhunt ......... Maureen
- 2002: Bookcruncher (cortometraje)
- 2003: She Stoops to Conquer (cortometraje) ........... Miss Constance Neville
- 2003: The Lost Prince ...... Bella mujer
- 2003: The Red Phone: Checkmate .......... Kate
- 2004: When I'm Sixty-Four ......... Receptionista

### Televisión
- 1999: Dr Willoughby ....... Moira Gatewood
- 1999: Roger Roger ......... Pauline
- 2000 Randall & Hopkirk .......... fantasma aburrido
- 2001: Hearts and Bones ........ Dawn
- 2001: Table 12 ....... Bailarina

### Teatro
- Some Explicit Polaroids (1999) como Nadia
- Remembrance of Things Past (2000) como Odette
- She Stoops to Conquer (2002) como Constance Neville
- Romeo y Julieta en el Teatro Nacional de Inglaterra
- A Laughing Matter (2002) como la Sra. Garrick
- Man and Boy (2004) de  Terence Rattigan (no finalizada)

## Vida privada
Fue públicamente conocida su lucha contra la anorexia nerviosa que padeció durante muchos años desde que era una adolescente.

## Suicidio
Sumergida en una profunda depresión, debido a su enfermedad, a lo que se le sumaba  su gran miedo al fracaso, Fritha Goodey se suicidó el 7 de septiembre de 2004 apuñalándose en el pecho con un arma blanca. Su cuerpo fue encontrado un día después por su padre. En su departamento encontraron dos notas en las que explicaba su decisión. En el momento de su muerte, tenía programada para aparecer junto a David Suchet en Man and Boy una obra en Cambridge, Inglaterra. Tenía 31 años.